# Cologne (Brescia)
Cologne is een gemeente in de Italiaanse provincie Brescia (regio Lombardije) en telt 7033 inwoners (31-12-2004). De oppervlakte bedraagt 13,8 km², de bevolkingsdichtheid is 499 inwoners per km².

## Demografie
Cologne telt ongeveer 2667 huishoudens. Het aantal inwoners steeg in de periode 1991-2001 met 14,2% volgens cijfers uit de tienjaarlijkse volkstellingen van ISTAT.
| Jaar | Inwoneraantal |
| ---- | ------------- |
| 1991 | 5683          |
| 2001 | 6492          |

## Geografie
Cologne grenst aan de volgende gemeenten: Chiari, Coccaglio, Erbusco, Palazzolo sull'Oglio.